# Congresso d'Azione della Nigeria
Congresso d'Azione della Nigeria (in inglese: Action Congress of Nigeria - ACN) è stato un partito politico liberal-sociale fondato in Nigeria nel 2006. Inizialmente noto con la denominazione di Congresso d'Azione, si è affermato dalla confluenza di vari soggetti politici, tra cui l'Alleanza per la Democrazia (Alliance for Democracy) e il Congresso Avanzato dei Democratici (Advanced Congress of Democrats). 
Nel 2013 è confluito in un nuovo soggetto politico, il Congresso di Tutti i Progressisti, insieme a Congresso per il Cambiamento Progressista (CPC), Partito del Popolo di Tutta la Nigeria (ANPP) e ad una parte della Grande Alleanza di Tutti i Progressisti (APGA).
Il presidente nazionale del partito era Bisi Akande, il segretario Bashir Dalhatu.

## Storia
Era considerato il naturale successore della politica progressista del Partito di Unità della Nigeria di Chief Obafemi Awolowo. Tuttavia, data la visione più pragmatica e meno ideologica del partito politico rispetto all'UPN, molti sostengono che non ne sia un degno erede politico. 
Il partito ha una forte presenza nel sud-ovest (1 governatore, 3 senatori e 2 deputati), nel centro-ovest (1 governatore) e nelle regioni centro-settentrionali (3 senatori). Lagos, Edo, Ekiti, Kogi, Ondo, Bauchi, Plateau, Niger, Adamawa, Oyo, Ogun e Osun sono gli stati che rappresentano la maggiore presenza del partito e la base del potere concreto. Il partito controlla la regione più popolosa e ricca della Nigeria, Lagos.
In occasione delle elezioni generali del 2007 il partito ha sostenuto alle presidenziali Atiku Abubakar, che ha conseguito il 7,5% dei voti, mentre alle elezioni parlamentari ha ottenuto 30 seggi su 360.
Dal 2008 il partito ha ingaggiato delle dispute presso la Corte d'appello contro il partito di maggioranza, il Partito Democratico Popolare (PDP), per ottenere l'annullamento dell elezioni del 2007 negli stati di Ogun, Osun, Oyo e Ekiti in cui sarebbero stati emanati risultati truccati a favore dei candidati del PDP a svantaggio degli effettivi vincitori dell'AC; nello stato di Edo una sentenza definitiva ha già legittimato il candidato dell'ACN al governo.
Alle elezioni generali del 2011 il partito ha appoggiato alle presidenziali Nuhu Ribadu, che ha ottenuto il 5,4% dei voti, mentre alle parlamentari ha conseguito il 18% dei voti con 69 seggi su 360.